# Église Saint-Pancrace de Saint-Plancard
Pour les articles homonymes, voir Église Saint-Pancrace.
L'église Saint-Pancrace de Saint-Plancard est une église catholique située à Saint-Plancard, dans le département de la Haute-Garonne en France.

## Présentation
Le saint patron de l'église est saint Pancrace qui est à l'origine du nom de la commune.
L'église date de la fin du XIXe siècle, elle a été réalisée par l'architecte Castex.

## Historique
L'église primitive gothique était vétuste et elle fut démolie en partie en 1894.
Lors de la reconstruction de l'église, le mobilier (retable, tabernacle et autel) était placés dans la chapelle Saint-Jean-des-Vignes de Saint-Plancard, certains éléments y restent plusieurs décennies. Ce qui explique la disposition actuel du mobilier, les éléments ont été dispersées en divers endroits de l'église.
La nouvelle église conserve le clocher daté du XIVe ou XVe siècle.
La nef centrale est terminée par un chevet plat.
Quatre chapelles sont placées dans les bas-côtés.
Lors de la reconstruction, les fonds sont insuffisants pour les ouvrages de finition. Alors un appel à la générosité des paroissiens est fait. En remerciement, des niches sont aménagées sur la partie supérieure de la nef afin d'y placer 24 statuettes de saints correspondant aux prénoms des donateurs.
Les vitraux ont été réalisés par l'atelier Saint-Blancat de Toulouse.

## Description

### Intérieur

#### Lanef

##### Partie supérieure de la nef - Statuettes et vitraux circulaire
Sur la côté gauche de la nef sont placés les statuettes des saints.
Sur la côté droit de la nef sont placés les statuettes des saintes.

##### Partie arrière
Les deux bénitiers identiques en marbre blanc de l'entrée ont été offerts par Bernard de Gassiolle, et par Louis Broudes.
- Sont classés au titre objet des monuments historiques :
  - La statue de l'Assomption de Marie (taillée en bois et dorée) datant du XVIIIe siècle[3].

- Sont inscrits à l'inventaire des monuments historiques :
  - Une crédence (se trouvant sur la tribune) réalisée par Dominique Ferrère et datant du XVIIIe siècle[4].
  - Une statue d'une pietà (taillée en bois et dorée) datant du XVe siècle[5].

##### Lebaptistère
Fresques de style byzantin de Nicolas Greschny réalisées dans les années 1950.
La cuve baptismale est en marbre blanc.
Les fresques se lisent de gauche à droite, et de haut en bas, elles représentent :
- Sur la gauche : la Genèse avec la création du monde, œuvre de Dieu.
- Au centre : la création du premier couple humain, Adam et Ève, mais ils désobéissent et sont exclus du jardin d'Éden.
- Sur la droite : le baptême de Jésus.

Le vitrail représente Pierre annonçant la Bonne Nouvelle et le baptême à Rome ou au Temple de Jérusalem. À la base est écrit le message : "Quiconque ne renaîtra pas de l'Eau et du Saint-Esprit ne pourra pas entrer dans le Royaume de Dieu".

#### Partie latérale gauche
Sont inscrits à l'inventaire des monuments historiques :
- Le lutrin sculpté avec deux aigles (tenant le portrait de saint Jean Paul II) datant du XVIIIe siècle[6].

##### Chapelle du Martyre de saint Pancrace
Sont inscrits à l'inventaire des monuments historiques :
- L'autel et le retable avec bas-relief du martyre de saint Pancrace réalisé par Dominique Ferrère et datant du XVIIIe siècle[7].

##### Chapelle duSacré-Cœur de Jésus
L'autel et le tabernacle sont en marbre blanc avec des décors végétaux et de fleurs sculpté dans le marbre.
Sur le sommet du tabernacle est placée une statue du Sacré-Cœur de Jésus.

##### Chapelle Saint-Pancrace
L'autel de Notre-Dame du Rosaire où est posée la statue de saint Pancrace était auparavant l'autel de la chapelle de la Vierge Marie avant d'être remplacé par un autel - tabernacle en marbre.
Sont inscrits à l'inventaire des monuments historiques :
- La statue de saint Pancrace (taillé en bois et dorée) posée sur l'autel de Notre-Dame du Rosaire datant peut-être du XIXe siècle[8] ?
- L'autel de Notre-Dame du Rosaire datant du XVIIIe siècle[9].

##### Chapelle de laVierge Marie
L'autel et le tabernacle sont en marbre blanc avec des décors végétaux et de fleurs sculptés dans le marbre.
Sur le sommet du tabernacle est placée une statue du Cœur Immaculée de Marie.

#### Lechœur
Les statues des deux anges, de saint Pancrace, de saint Jean le Baptiste et de l'Assomption de Marie faisaient partie du retable monumental placé dans le chœur qu'avait réalisé Dominique Ferrère entre 1769 et 1775. L'ensemble du retable et des statues furent démontées en 1894 pour démolir l'ancienne église primitive et reconstruire la nouvelle église. Le mobiler fut alors transférer dans la chapelle Saint-Jean-des-Vignes de Saint-Plancard.
Une fois les travaux de l'église terminé, le mobilier et l'ensemble du retable et des statues retournérent dans l'église mais l'ensemble que formèrent le retable monumental et les statues n'ont pas été remontés comme ils étaient à l'origine.
Les statues de gauche et de droite semblent avoir été replacer à leur place d'origine, au centre se trouvait le retable monumental dédié à l'Assomption de Marie avec la statue de l'Assomption de Marie avec de chaque côté les anges en adoration.
Le retable monumental du chœur fut alors remplacé par l'ensemble composer d'un maître autel, tabernacle et ciborium en marbre blanc.
Sont inscrits à l'inventaire des monuments historiques :
- La statue de saint Pancrace (taillé en bois et dorée) réalisée par Dominique Ferrère et datant du XVIIIe siècle[11].
- La statue de saint Jean le Baptiste (taillé en bois et dorée) réalisée par Dominique Ferrère et datant du XVIIIe siècle[12].
- La cuve d'une chaire réalisée par Dominique Ferrère et datant du XVIIIe siècle[13].
- Le second maître-autel en bois sculpté et doré datant du XVIIIe siècle[14].
- Deux statues d'anges adorateurs (taillé en bois et dorée) réalisée par Dominique Ferrère et datant du XVIIIe siècle[10].

##### Lamaître-autel
Sur le bas-relief du maître-autel sont représentés quatre saintes :
- sur la gauche : sainte Philomène, une sainte.
- au centre : saint Pancrace.
- sur la droite : sainte Marie Madeleine, sainte Hélène ?

##### Letabernacle
Sur les bas-reliefs du tabernacle sont représentés les apôtres et les Quatre Évangélistes.
- Sur la gauche : saint Matthieu, saint Marc, saint Pierre.
- Sur la droite : saint Paul, saint Luc, saint Jean l'Évangéliste.

##### La crèche de Noël du chœur
La crèche de Noël devant le second maître-autel.

#### Lasacristie
Sont classés au titre objet des monuments historiques :
- La statue du Christ en croix datant du XVIe siècle[15].
- La croix de procession en argent (sur le recto : le Christ en croix, sur le verso : la Vierge à l'Enfant) daté de 1672 et réalisé par le maître orfèvre de Toulouse, Jean Lacère[16].
- Un calice en argent doré daté entre 1819 et 1830 et réalisé par l'atelier orfèvre de Toulouse, Samson[17].

## Galerie

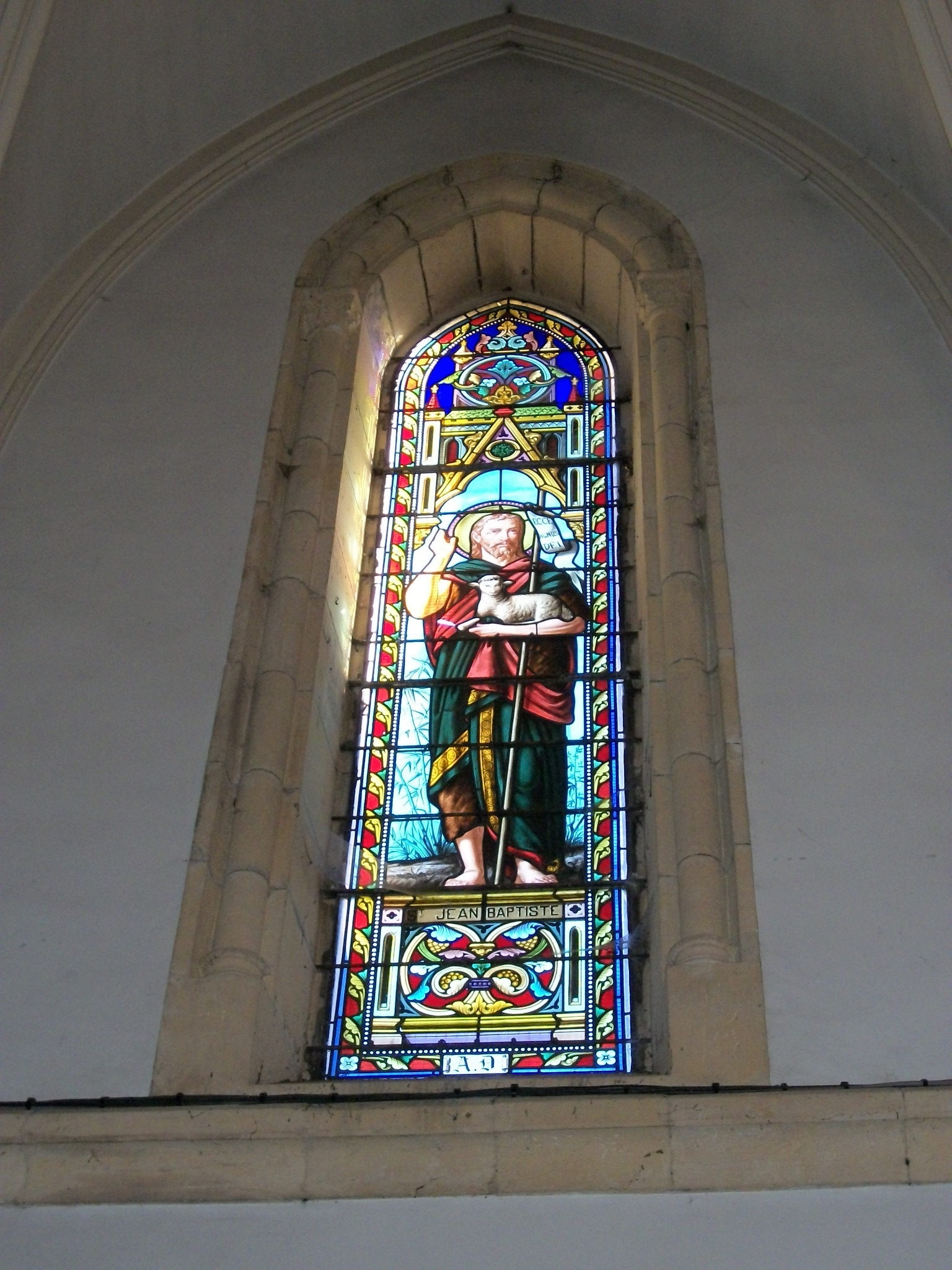
Saint Jean le Baptiste
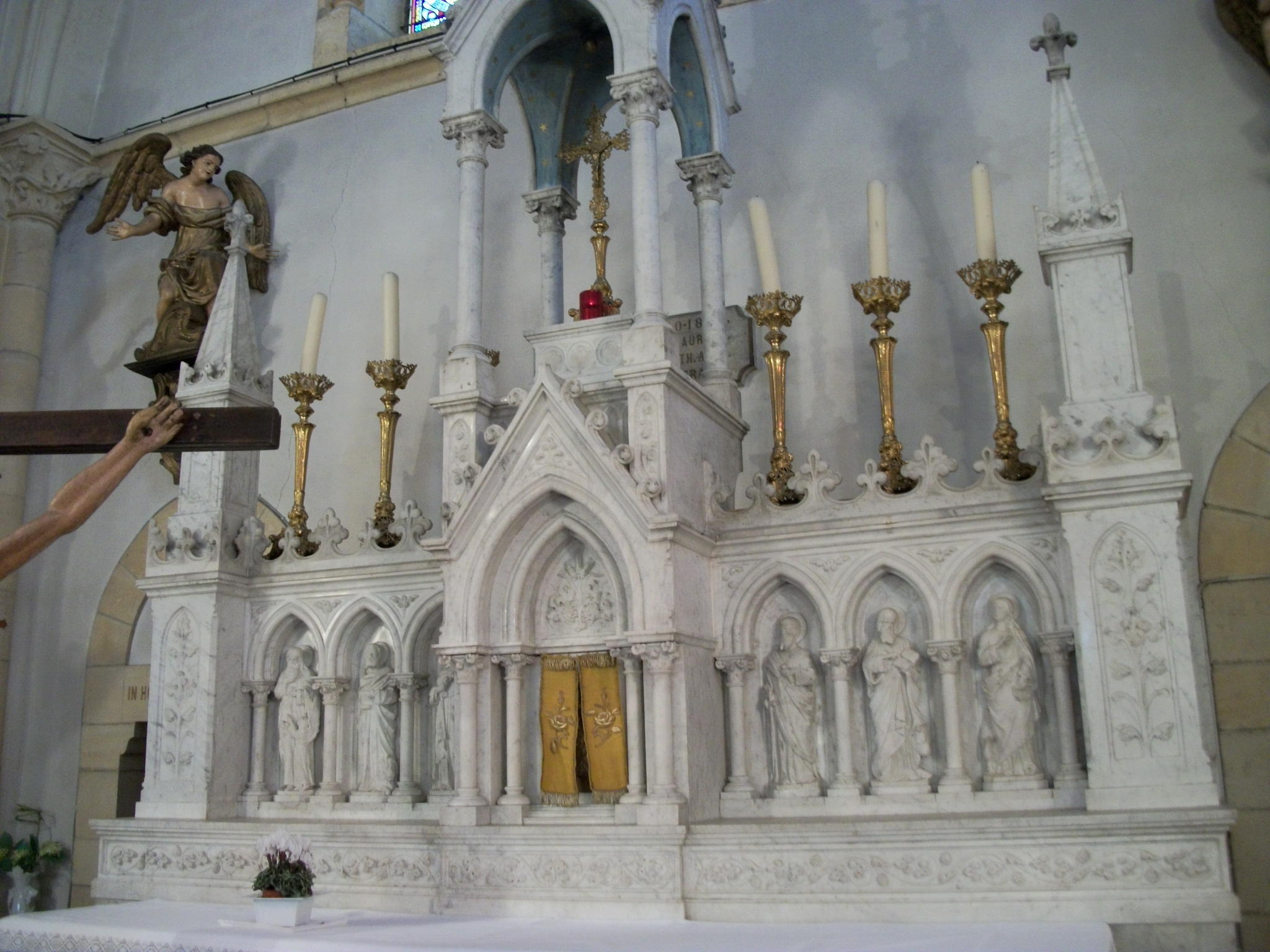
Le tabernacle en marbre blanc
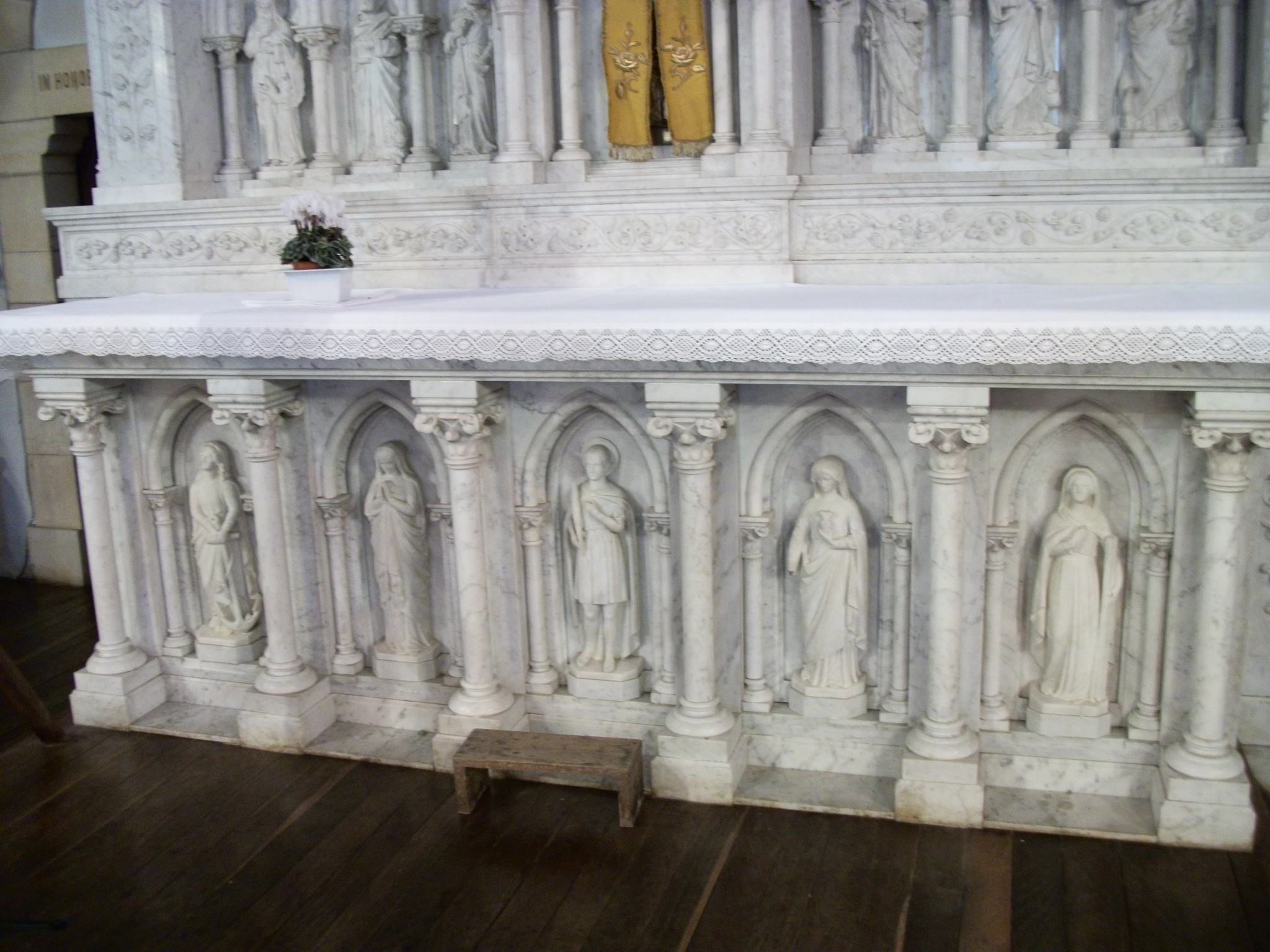
Le maître-autel en marbre blanc
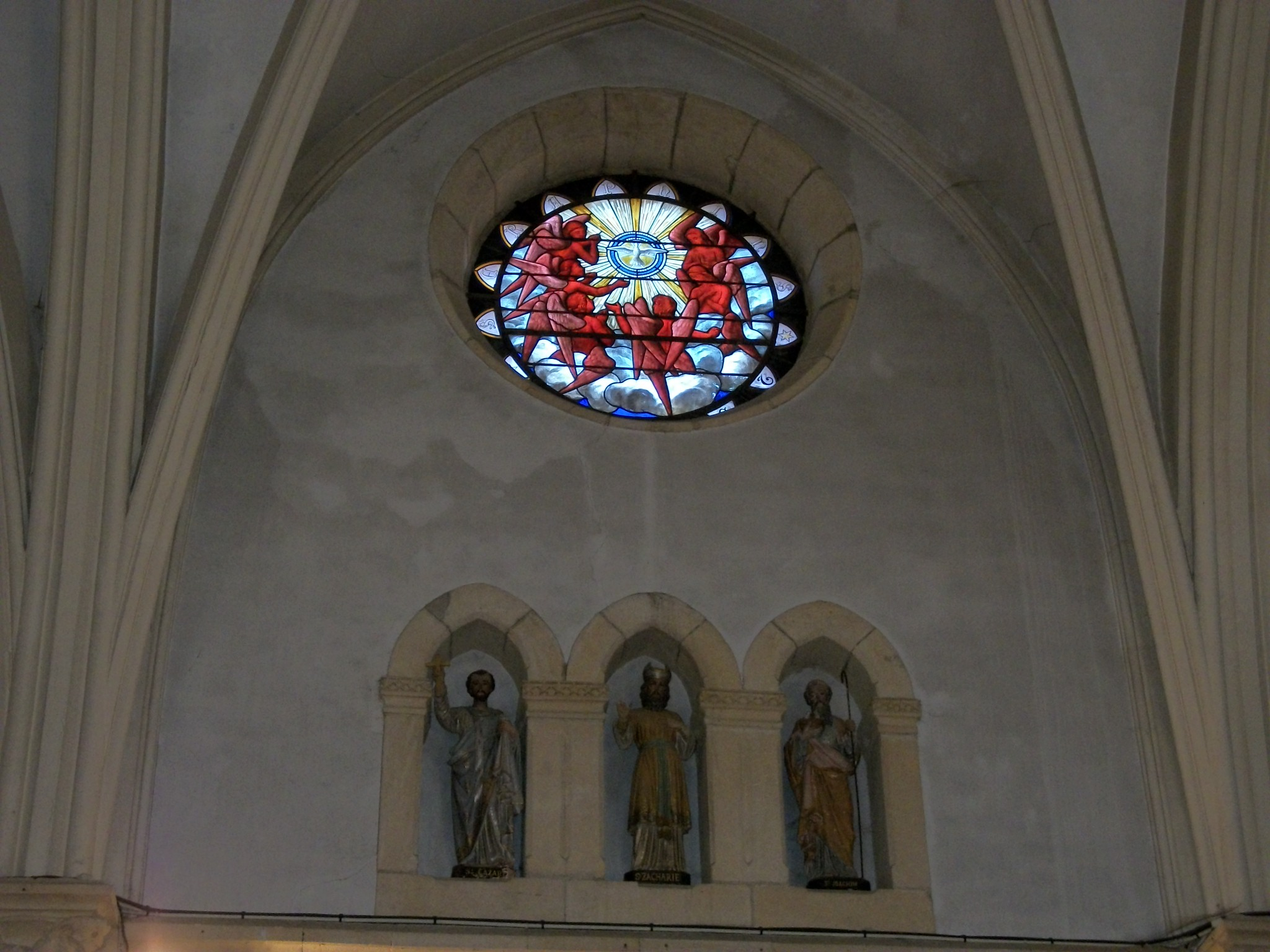
Saint Cazare ? saint Zacharie, saint Joachim. Le vitrail représente des séraphins adorant le Saint-Esprit
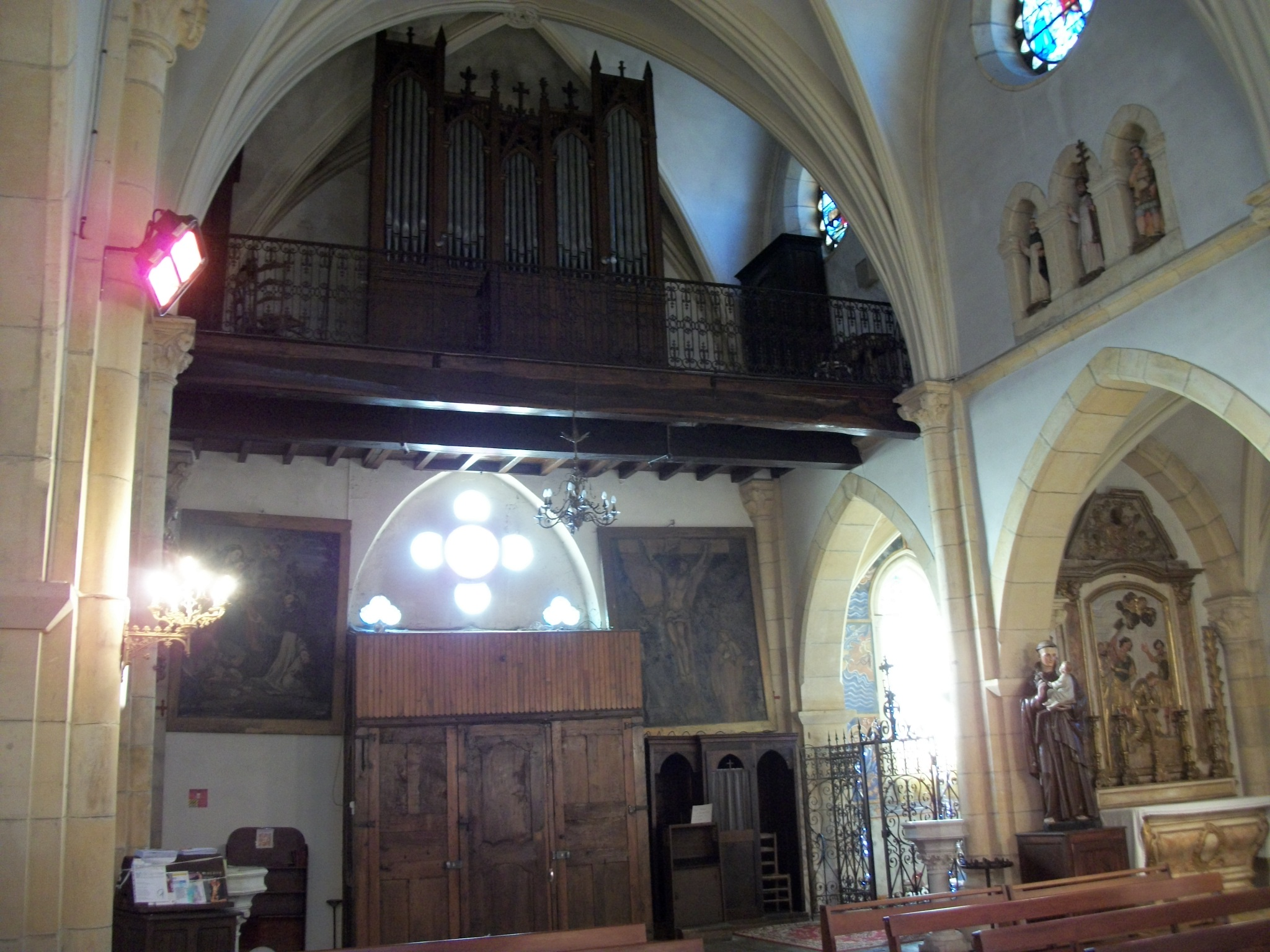
L'entrée de l'église
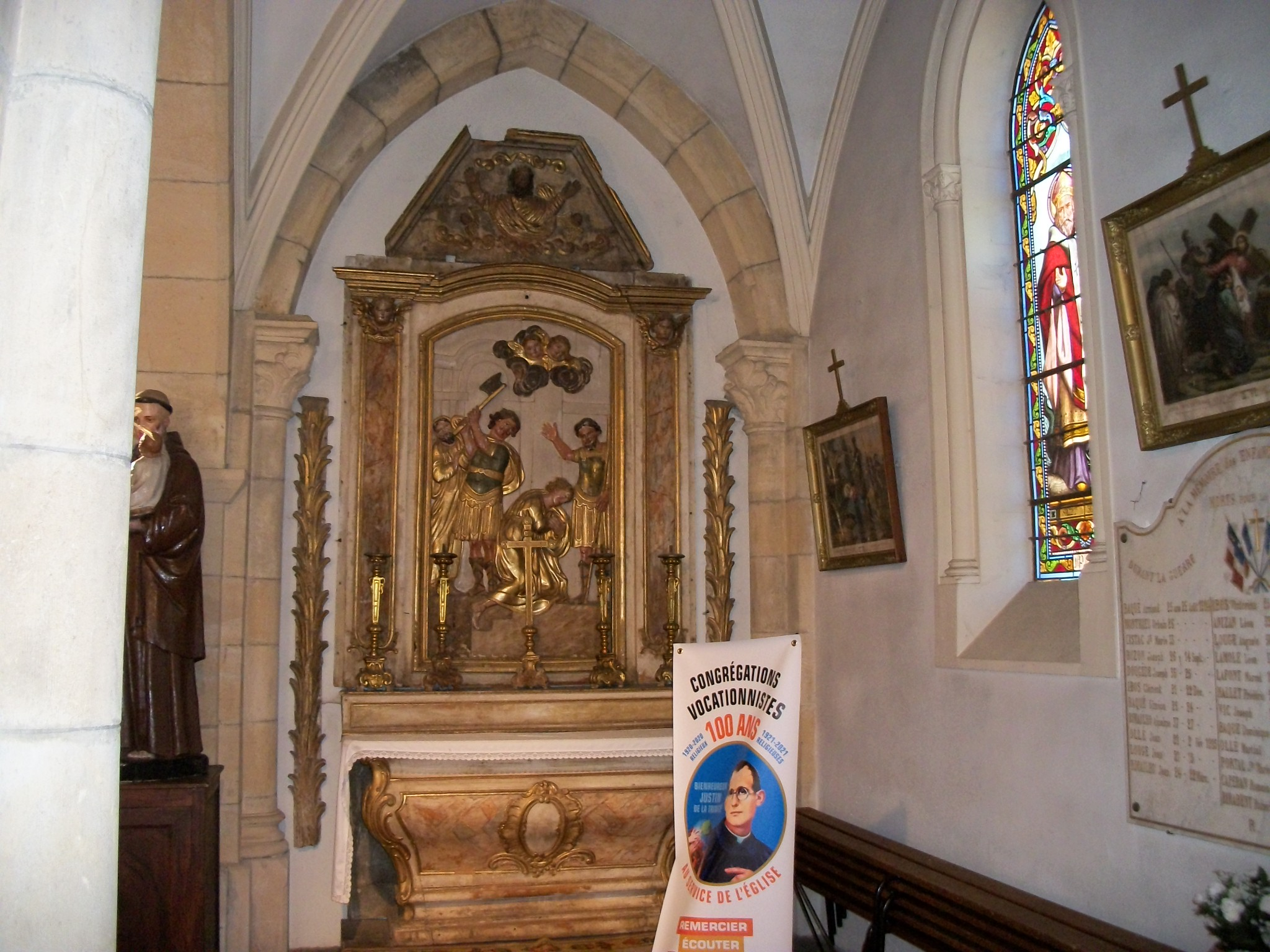
Retable avec bas-relief du martyre de saint Pancrace